# Lúcio Kowarick
Lúcio Félix Frederico Kowarick (1938-2020,) est un politologue brésilien. Il est un professeur retraité de l'Université de São Paulo. Son travail se concentre en particulier sur la question urbaine et les mouvements sociaux.
En 2010, il reçoit le Prix Jabuti dans la catégorie « Sciences Humaines », pour son livre Viver em Risco. Il est également l'auteur de A espoliação urbana (1983) et Escritos Urbanos (2000).